# Tuổi thơ tôi (album)
Tuổi thơ tôi là album phòng thu thứ mười ba của nữ ca sĩ người Việt Nam Hồng Nhung, do công ty Mỹ Thanh phát hành vào ngày 23 tháng 12 năm 2020. Được Hồng Nhung thai nghén từ năm 2017, sau khi biểu diễn tại đêm nhạc In the Spotlight: Tuổi thơ tôi với ca sĩ Bằng Kiều tại Hà Nội, album là thành quả hợp tác giữa cô và nhạc sĩ Hồng Kiên. Toàn bộ các bài hát của album đều là nhũng bài hát thiếu nhi gắn bó với tuổi thơ của người Việt Nam, được nhạc sĩ Hồng Kiên phối khí lại, trong đó có ba bài hát có sự góp giọng của hai ca sĩ khách mời Trịnh Nhật Minh và Ngọc Linh.

## Bối cảnh và phát hành
Đêm nhạc In the Spotlight: Tuổi thơ tôi do công ty Mỹ Thanh sản xuất năm 2017 diễn ra vào tháng 6 năm 2017, với Hồng Nhung và Bằng Kiều là hai ca sĩ biểu diễn chính. Các bài hát thiếu nhi được biểu diễn trong đêm nhạc đã được nhạc sĩ Hồng Kiên, giám đốc nghệ thuật của đêm nhạc, phối lại theo tông cao hơn, mang hơi hướng bán cổ điển, giúp Bằng Kiều và Hồng Nhung khoe chất giọng, đồng thời khiến bản phối trở nên có chiều sâu. Buổi diễn còn có sự xuất hiện của hai ca sĩ khách mời nhí là Trịnh Nhật Minh, quán quân Giọng hát Việt nhí 2016, và Ngọc Linh. Chương trình đã nhận được nhiều sự ủng hộ của khán giả. Đồng thời với mong muốn được hát lại những bài hát từng một thời gắn bó với tuổi thơ cũng như giữ lại được một giai đoạn lịch sử rất quan trọng của Việt Nam, Hồng Nhung quyết định thu âm lại các bài hát thiếu nhi này và phát hành album phòng thu Tuổi thơ tôi.
Năm 2001, Hồng Nhung thu âm và phát hành album nhạc thiếu nhi đồng thời cũng là album phòng thu thứ năm của cô mang tên Cháu vẽ ông mặt trời. Khi Hồng Nhung mới bắt tay vào thực hiện một album nhạc thiếu nhi mới, nhạc sĩ Hồng Kiên cho rằng việc phát hành một album như vậy ở thời điểm khán giả không còn nghe nhạc thiếu nhi nữa sẽ rất khó đảm bảo về mặt kinh doanh, tuy vậy nhưng cô vẫn quyết tâm thực hiện. Tháng 4 năm 2020, Hồng Nhung cho biết cô đã có dự định ra mắt album nhạc thiếu nhi với tên gọi tại thời điểm đó là Em đi giữa biển vàng, vào ngày 15 tháng 3 năm 2020, trùng vào ngày sinh nhật của cô. Tuy nhiên, album đã bị rời ngày phát hành sang 1 tháng 6 năm 2020, tức ngày Thiếu nhi, do những ảnh hưởng của đại dịch COVID-19. Album một lần nữa bị lùi lịch phát hành khi tới tháng 9 năm 2020, Hồng Nhung cho biết cô sẽ ra mắt album mang tên Tuổi thơ tôi vào mùa thu cùng năm.

## Thu âm
Các bài hát trong album đều được thu âm tại phòng thu Kiên Quyết Studio tại Hà Nội. Album bao gồm 10 bài hát thiếu nhi quen thuộc với các thế hệ khán giả, được nhạc sĩ Hồng Kiên phối khí lại để phù hợp với xu hướng âm nhạc hiện đại. Hai ca sĩ khách mời nhí Trịnh Nhật Minh và Ngọc Linh, vốn cũng từng tham gia đêm nhạc In the Spotlight: Tuổi thơ tôi cũng góp giọng trong ba bài hát của album.
Hồng Nhung cho biết đối với Tuổi thơ tôi, cô hát theo bản năng và "tâm tình thay đổi tự nhiên cảm xúc tôi truyền vào bài hát cũng sẽ thay đổi theo." Hồng Nhung thu âm và phối khí lại hai bài hát "Đi học" và "Cho con", vốn trước đây cô đã từng thu âm trong album phòng thu thứ năm Cháu vẽ ông mặt trời. Cô cho biết cảm xúc ở hai lần thu âm cách nhau 20 năm là khác nhau, khi bản thu "Cho con" trong Cháu vẽ ông mặt trời được thể hiện "với kiểu hát chung chung theo kiểu chị là con và cảm nhận về mẹ, nhưng 20 năm sau, chị hát thì chị hát với tâm thế làm mẹ" nên "cảm xúc cũng khác hơn, mình thực sự hiểu tâm tư của một người mẹ hơn."
"Em đi giữa biển vàng" là bài hát đầu tiên được Hồng Nhung biểu diễn trên sân khấu từ năm 10 tuổi, nay được thu âm lại và đưa vào album. Dù là người Hà Nội gốc nhưng Hồng Nhung cho biết cô đã truyền tải cảm xúc vào những bài hát kể về tuổi thơ ở vùng nông thôn nhờ những trải nghiệm ngày bé ở vùng quê Tuyên Quang và Thái Nguyên,.

## Danh sách bài hát
Tất cả các bài hát do Hồng Kiên sản xuất.
| Tuổi thơ tôi     | Tuổi thơ tôi            | Tuổi thơ tôi                    | Tuổi thơ tôi                           | Tuổi thơ tôi |
| STT              | Nhan đề                 | Sáng tác                        | Thể hiện                               | Thời lượng   |
| ---------------- | ----------------------- | ------------------------------- | -------------------------------------- | ------------ |
| 1.               | "Ngày đầu tiên đi học"  | Nguyễn Ngọc Thiện, Viễn Phương  | Hồng Nhung                             | 7:31         |
| 2.               | "Đếm sao"               | Văn Chung                       | Hồng Nhung                             | 5:40         |
| 3.               | "Đưa cơm cho mẹ đi cày" | Hàn Ngọc Bích                   | Hồng Nhung                             | 5:00         |
| 4.               | "Hạt gạo làng ta"       | Trần Viết Bính, Trần Đăng Khoa  | Hồng Nhung                             | 3:57         |
| 5.               | "Chú ếch con"           | Phan Nhân                       | Trịnh Nhật Minh                        | 3:26         |
| 6.               | "Em đi giữa biển vàng"  | Bùi Đình Thảo, Nguyễn Khoa Đăng | Hồng Nhung                             | 5:35         |
| 7.               | "Tiễn thầy đi bộ đội"   | Phạm Tuyên                      | Hồng Nhung                             | 4:05         |
| 8.               | "Bụi phấn"              | Vũ Hoàng, Lê Văn Lộc            | Ngọc Linh                              | 4:10         |
| 9.               | "Đi học"                | Bùi Đình Thảo, Hoàng Minh Chính | Hồng Nhung                             | 4:57         |
| 10.              | "Cho con"               | Phạm Trọng Cầu                  | Hồng Nhung, Trịnh Nhật Minh, Ngọc Linh | 3:16         |
| Tổng thời lượng: | Tổng thời lượng:        | Tổng thời lượng:                | Tổng thời lượng:                       | 47:37        |

## Ghi danh
Nguồn được tổng hợp từ thông tin ghi chú album Tuổi thơ tôi.

### Sản xuất
- Giám đốc âm nhạc – Hồng Kiên
- Hòa âm, phối khí – Hồng Kiên
- Biên tập – Mỹ Trang
- Mix & master – Đức Trí (Đức Trí Studio)
- Trống – Lê Việt Hùng
- Piano – Thành Vương
- Keyboard – Hoàng Anh Minh
- Bass – Phan Kiên
- Guitar – Doãn Việt Dũng
- Dàn kèn – Big K
- Dàn dây – Học viện Âm nhạc Quốc gia Việt Nam
- Bè – VK

### Bìa đĩa
- Giám đốc sáng tạo – Cao Trung Hiếu
- Chỉ đạo mỹ thuật – Tín Phạm
- Nhiếp ảnh – Đức Ngô
- Thiết kế đồ họa – Smaller Than Three
- Trang điểm – Bi Nguyễn
- Tạo mẫu tóc – Tường Bale
- Phục trang – Lâm Gia Khang